# دوري كرة القدم الإنجليزي 1973–74
دوري كرة القدم الإنجليزي 1973–74 (بالإنجليزية: 1973–74 Football League First Division)‏ هو موسم من دوري كرة القدم الإنجليزي. أقيم خلال الفترة 25 أغسطس 1973 وحتى 11 مايو 1974، وفاز فيه ليدز يونايتد.